# Pedro Duque
Pedro Duque Duque (født 14. marts 1963) er en spansk astronaut som har været med på to rummissioner.
Han arbejdede for GMV og for den Europæiske Rumorganisation (ESA) i seks år, før at han blev udvalgt som astronaut i 1992. Han gennemgik sin uddannelse i både Rusland og USA. Hans første rumflyvning var som missionspecialist om bord på rumfærge-missionen STS-95.
I oktober 2003 besøgte han Den Internationale Rumstation.